# Octarrhena
Octarrhena is een geslacht met ongeveer vijftig soorten orchideeën uit de onderfamilie Epidendroideae.
Het zijn voornamelijk kleine, succulente, epifytische orchideeën uit de regenwouden van Nieuw-Guinea.

## Naamgeving
- Synoniem: Chitonanthera Schltr. (1905); Kerigomnia P.Royen (1976); Vonroemeria J.J.Sm. (1910)

## Kenmerken
Octarrhena-soorten zijn kleine atypische epifytische orchideeën met korte, bladachtige stengels en twee rijen in doorsnede afgeplat-ronde, spitse, lijnvormige blaadjes. De bloeiwijze is een laterale aar dicht bezet met kleine witte of gele bloempjes die alle gelijktijdig opengaan.
De kelkbladen zijn groter dan de kroonbladen, de bloemlip niet gelobd, het gynostemium bezit geen voet. Er zijn acht pollinia.

## Habitaten verspreiding
Octarrhena-soorten groeien op boomstronken, takken en (zelden) op de grond in de droge, warme laagland- en laaggebergtewouden van Zuidoost-Azië, van Sri Lanka over Maleisië, Java, Sumatra, Borneo tot in Nieuw-Guinea.

## Taxonomie
Het geslacht telt ongeveer vijftig soorten. De typesoort is Octarrhena parvula.

### Soortenlijst
- Octarrhena amesiana Schltr. (1911)
- Octarrhena angraecoides (Schltr.) Schltr. (1911)
- Octarrhena angustifolia (Schltr.) Schuit. (2003)
- Octarrhena angustissima (Schltr.) Schuit. (2003)
- Octarrhena aporoides (Schltr.) Schuit. (2003)
- Octarrhena aristata P.Royen (1979)
- Octarrhena bilabrata (P.Royen) W.Kittr. (1984 publ. 1985)
- Octarrhena brassii (L.O.Williams) Schuit. (2003)
- Octarrhena calceiformis (J.J.Sm.) P.Royen (1979)
- Octarrhena celebica Schltr. (1911)
- Octarrhena cladophylax (Rchb.f.) P.F.Hunt (1970)
- Octarrhena cordata P.Royen (1979)
- Octarrhena cucullifera J.J.Sm. (1915)
- Octarrhena cupulilabra P.Royen (1979)
- Octarrhena cylindrica J.J.Sm. (1917)
- Octarrhena cymbiformis J.J.Sm. (1929)
- Octarrhena elmeri (Ames) Ames (1915)
- Octarrhena ensifolia (Ames) Schltr. (1911)
- Octarrhena exigua Schltr. (1913)
- Octarrhena falcifolia (Schltr.) Schuit. (2003)
- Octarrhena filiformis (L.O.Williams) P.Royen (1979)
- Octarrhena firmula Schltr. (1913)
- Octarrhena gemmifera Ames (1915)
- Octarrhena gibbosa J.J.Sm. (1913)
- Octarrhena goliathensis J.J.Sm. (1911)
- Octarrhena gracilis (L.O.Williams) Schuit. (2003)
- Octarrhena hastipetala J.J.Sm. (1933)
- Octarrhena latipetala (J.J.Sm.) Schuit. (2003)
- Octarrhena lorentzii J.J.Sm. (1910)
- Octarrhena macgregorii (Schltr.) Schltr. (1913)
- Octarrhena miniata (Schltr.) Schltr. (1913)
- Octarrhena montana (Ridl.) Schltr. (1923)
- Octarrhena oberonioides (Schltr.) Schltr. (1911)
- Octarrhena obovata (J.J.Sm.) P.Royen (1979)
- Octarrhena parvula Thwaites (1861)
- Octarrhena platyrachis P.Royen (1979)
- Octarrhena podochiloides (Schltr.) Schuit. (2003)
- Octarrhena purpureiocellata P.Royen (1979)
- Octarrhena pusilla (F.M.Bailey) Dockrill (1992)
- Octarrhena reflexa (J.J.Sm.) Schuit. (2003)
- Octarrhena saccolabioides (Schltr.) Schltr. (1911)
- Octarrhena salmonea P.Royen (1979)
- Octarrhena spathulata (Schltr.) Schuit. (2003)
- Octarrhena tenuis (J.J.Sm.) J.J.Sm. (1913)
- Octarrhena teretifolia (Gilli) W.Kittr. (1984 publ. 1985)
- Octarrhena torricellensis Schltr. (1913)
- Octarrhena trigona (J.J.Sm.) P.Royen (1979)
- Octarrhena umbellulata Schltr. (1913)
- Octarrhena vanvuurenii J.J.Sm. (1917)
- Octarrhena vitellina (Ridl.) Schltr. (1923)
- Octarrhena wariana Schltr. (1913)